# كارل ميلدينبيرجير
كارل ميلدينبيرجير (بالألمانية: Karl Mildenberger) مواليد 23 نوفمبر 1937 في كايسرسلاوترن، راينلند بالاتينات، هو ملاكم محترف ألماني سابق صنّف ضمن فئة الوزن الثقيل. كان خصمه في نزاله الأخير هو هنري كوبر حيث خسر أمامه.

## المسيرة الاحترافية
من نزالاته:
- خسر أمام هنري كوبر (1968/09/18).
- خسر أمام لوتس مارتن بالضربة القاضية (1968/04/05).
- خسر أمام أوسكار بونافينا (1967/09/16).
- خسر أمام محمد علي بالضربة الفنية القاضية (1966/09/10).
- انتصر على إدي مشن (1966/02/03).
- تعادل مع زورا فولي (1964/04/17).
- انتصر على بيت راديماشير (1962/01/20).

## إحصائيات
خاض خلال مسيرته 62 نزالا، فاز في 53 وتعادل في 3 وخسر في 6. فاز بالضربة القاضية في 19 نزالا.

## روابط خارجية
- كارل ميلدينبيرجير على موقع بوكس ريك (الإنجليزية) (registration required)